# Sebastiano de Rosa
Sebastiano de Rosa (Arzano, 25 gennaio 1729 – Avellino, 14 maggio 1810) è stato un vescovo cattolico italiano, nominato vescovo di Ischia il 13 novembre 1775 e vescovo di Avellino e Frigento il 26 marzo 1792.

## Biografia
Laureatosi in leggi civili e canoniche, nel 1752  venne ordinato sacerdote.
Insegnò latino nel seminario arcidiocesano di Napoli, dove ebbe fra i suoi discepoli Carlo Rosini. Fu parroco prima di Calvizzano, poi della chiesa di San Giuseppe a Chiaia, dove stette fino al 1775, quando fu nominato vescovo di Ischia. Qui ricostituì il seminario diocesano, di cui fu rettore e nel quale insegnò sia teologia morale, sia diritto canonico.
Dal 1792 ebbe la titolarità, come vescovo, delle diocesi di Avellino e Frigento, che avrebbe mantenuto per circa diciotto anni, cioè fino alla morte, secondo alcuni dovuta ad avvelenamento. Nel 1799, durante la Rivoluzione Napoletana, fu imprigionato in Castel Nuovo. Morì ad Avellino nel 1810; il suo elogio funebre fu composto dall'allora arciprete di Frigento Marciano Di Leo.

## Genealogia episcopale
La genealogia episcopale è:
- Cardinale Scipione Rebiba
- Cardinale Giulio Antonio Santori
- Cardinale Girolamo Bernerio, O.P.
- Arcivescovo Galeazzo Sanvitale
- Cardinale Ludovico Ludovisi
- Cardinale Luigi Caetani
- Cardinale Ulderico Carpegna
- Cardinale Paluzzo Paluzzi Altieri degli Albertoni
- Papa Benedetto XIII
- Papa Benedetto XIV
- Papa Clemente XIII
- Cardinale Giovanni Francesco Albani
- Vescovo Sebastiano de Rosa